# Anaplectoides cuneata
Anaplectoides cuneata là một loài bướm đêm trong họ Noctuidae.